# Du Friedefürst, Herr Jesu Christ, BWV 116
Du Friedefürst, Herr Jesu Christ, BWV 116 (Príncep de la Pau, Senyor Jesucrist), és una cantata religiosa de Johann Sebastian Bach per al vint-i-cinquè diumenge després de la Trinitat, estrenada a Leipzig el 26 de novembre de 1724.

## Origen i context
Pertany al primer cicle de cantates corals, iniciat el primer diumenge després de la Trinitat d'aquest any 1724, que comprèn més de quaranta obres. L'autor, anònim com en totes les cantates d'aquest cicle, es basa en l'himne de Jakob Ebert (1601) del mateix títol; les estrofes extremes es mantenen literalment en els números corresponents de la cantata, mentre que per als altres s'aprofita el text de l'himne de manera més lliure. Encara que la relació general amb l'evangeli del dia Mateu (24, 15-28) – que parla de les temptacions a la fi del món – és clara, el llibretista no hi fa al·lusions directes; el text deplora les desgràcies que la humanitat ha merescut i prega per la redempció dels pecats i la salvació dels creients. La partitura autògrafa d'aquesta cantata es conserva a la Biblioteca Nacional de París i per a aquest diumenge només se'n conserva una altra la BWV 90, degut, probablement, a què molt pocs anys s'arriba al vint-i-cinquè diumenge, dels vint-i-set possibles, després de la Trinitat.

## Anàlisi
Obra escrita per a soprano, contralt, tenor, baix i cor; trompa, dos oboès d'amor, corda i baix continu. Consta de sis números.
1. Cor: Du Friedefürst, Herr Jesu Christ (Príncep de la Pau, Senyor Jesucrist)
2. Ària (contralt): Ach, unaussprechlich ist die Not (Ai las, quan inefable és l'angoixa)
3. Recitatiu (tenor): Gedenke doch (Recorda, doncs)
4. Ària (tercet de soprano, tenor i baix): Ach, wir bekennen unsre Schuld (Ah, confessem el nostre pecat)
5. Recitatiu (contralt): Ach, lass uns durch die scharfen Ruten (Ai las, no ens facis vessar massa sang)
6. Coral: Erleucht auch unser Sinn und Herz (Il·lumina el nostre cor i voluntat)

La base del motet sobre el coral, que dona títol a la cantata, és la melodia de Bartholomaüs Gesius (1601), la primera frase del qual és idèntica a la del famós coral O Welt, ich muss dich lassen. En un primera vegada el cor entona el coral en disposició homòfona, molt harmònica, sense gaires refinaments contrapuntístics, mentre que a la segona assumeix la temàtica instrumental i la melodia del coral va a càrrec del soprano en valors llargs de cantus firmus. El contralt i l'oboè són els protagonistes de l'ària del número 2, d'una gran expressivitat, a la que segueix un recitatiu de tenor. El número 4, un trio de soprano, tenor i baix amb el suport del continu, és una raresa, ja que en tota l'obra de Bach es troba en molt poques ocasions un conjunt de tres veus. Els tres solistes desenvolupen un contrapunt imitatiu, que fa l'efecte de representar la humanitat en la missió d'aconseguir la indulgència divina. Val a dir que Bach només feu ús d'aquest conjunt de veus en altres dues cantates, la BWV 38 i la BWV 122, ambdues compostes el mateix 1724. En el recitatiu de contralt acompanyat per tota la corda, número 5, destaquen les últimes paraules beständig Friede bringen (donaràs una pau continuada). El coral final amb la melodia indicada i el soprano duplicat per la trompa, que només intervé aquí i en el coral inicial, clou la cantata que té una durada aproximada d'uns vint minuts.

## Discografia seleccionada
- J.S. Bach: Das Kantatenwerk. Sacred Cantatas Vol. 6. Nikolaus Harnoncourt, Tölzer Knabenchor (Gerard Schmidt-Gaden, director), Concentus Musicus Wien, Markus Huber (solista del cor), Paul Esswood, Kurt Equiluz, Philippe Huttenlocher. (Teldec), 1994.
- J.S. Bach: The complete live recordings from the Bach Cantata Pilgrimage. CD 45: Thomaskircke, Leipzig; 22 d'octubre de 2000. John Eliot Gardiner, Monteverdi Choir, English Baroque Soloists, Katharine Fuge, Nathalie Stuzmann, Christoph Genz, Gotthold Schwarz. (Soli Deo Gloria), 2013.
- J.S. Bach: Complete Cantatas Vol. 12. Ton Koopman, Amsterdam Baroque Orchestra & Choir, Sibyla Rubens, Annette Markert, Christoph Prégardien, Klaus Mertens. (Challenge Classics), 2006.
- J.S. Bach: Cantatas Vol. 28. Masaaki Suzuki, Bach Collegium Japan, Yukari Nonoshita, Robin Blaze, Makoto Sakurada, Peter Kooij. (BIS), 2005.
- J.S. Bach: Church Cantatas Vol. 37. Helmuth Rilling, Gächinger Kantorei, Bach-Collegium Stuttgart, Arleen Augér, Helen Watts, Lutz-Michael Harder, Philippe Huttenlocher. (Hänssler), 1999.
- J.S. Bach: Cantatas for the Liturgical Year, Vol. 15. Sigiswald Kuijken, La Petite Bande, Yeree Suh, Petra Noskaiova, Christoph Genz, Jan van der Crabben. (Accent), 2012.